# David Moncoutié
David Moncoutié (Provins, 30 april 1975) is een Frans voormalig wielrenner.

## Carrière
De in het departement Seine-et-Marne geboren David Moncoutié werd beroepswielrenner in 1997 bij Cofidis, waarvoor hij zijn gehele carrière bleef rijden. In 1999 won hij de zesde etappe in de Dauphiné Libéré en een jaar later werd hij tweede in de Ronde van de Toekomst. Toen hij in 2001 vervolgens vierde in Parijs-Nice werd en dertiende in de Ronde van Frankrijk, werd hij door velen gezien als een talentvolle klimmer. Zijn ontwikkeling stokte echter sindsdien, maar Moncoutié wist toch een aardige erelijst bijeen te fietsen. Zo won hij zowel in 2004 als in 2005 een Touretappe en in 2009 voor de tweede keer een etappe in de Dauphiné Libéré. In 2008, 2009, 2010 en 2011 won Moncoutié vier jaar op rij telkens een etappe en het bergklassement in de Ronde van Spanje. Op 5 september 2012 maakte hij bekend na de Ronde van Spanje van dat jaar te stoppen met wielrennen.

## Belangrijkste overwinningen
1999
- 6e etappe Critérium du Dauphiné Libéré

2000
- 7e etappe Ronde van de Toekomst

2001
- 2e etappe Ronde van de Limousin

2002
- 2e etappe Internationaal Wegcriterium
- 2e etappe Clásica Alcobendas
- Eindklassement Clásica Alcobendas

2003
- 4e etappe Ronde van de Middellandse Zee
- GP Lugano
- 4e etappe Route du Sud

2004
- 11e etappe Ronde van Frankrijk

2005
- 12e etappe Ronde van Frankrijk
- Bergklassement Parijs-Nice
- 2e etappe Ronde van het Baskenland

2006
- Bergklassement Parijs-Nice

2008
- 8e etappe Ronde van Spanje
- Bergklassement Ronde van Spanje

2009
- 6e etappe Ronde van de Middellandse Zee
- 7e etappe Critérium du Dauphiné Libéré
- 13e etappe Ronde van Spanje
- Bergklassement Ronde van Spanje

2010
- 2e etappe deel b Route du Sud
- Eindklassement Route du Sud
- 8e etappe Ronde van Spanje
- Bergklassement Ronde van Spanje

2011
- 5e etappe Ronde van de Middellandse Zee
- Eindklassement Ronde van de Middellandse Zee
- Eindklassement Ronde van de Ain
- 11e etappe Ronde van Spanje
- Bergklassement Ronde van Spanje

## Resultaten in voornaamste wedstrijden
| Jaar | Ronde van Italië | Ronde van Frankrijk | Ronde van Spanje |
| ---- | ---------------- | ------------------- | ---------------- |
| 2000 |                  | 75e                 |                  |
| 2001 |                  | 48e                 |                  |
| 2002 |                  | 13e                 |                  |
| 2003 |                  | 43e                 |                  |
| 2004 |                  | 34e (1)             |                  |
| 2005 |                  | 67e (1)             |                  |
| 2006 |                  | 57e                 |                  |
| 2008 |                  | 42e                 | 8e (1)           |
| 2009 |                  | 58e                 | 27e (1)          |
| 2010 | 68e              |                     | 12e (1)          |
| 2011 |                  | 41e                 | 37e (1)          |
| 2012 |                  | opgave              | 109e             |

| Jaar | Luik-Bast.‑Luik | Ronde van Lombardije | Bretagne Classic | Clásica San Sebastián |  | WK op de weg |  | Wereldranglijsten |
| ---- | --------------- | -------------------- | ---------------- | --------------------- |  | ------------ |  | ----------------- |
| 2000 |                 |                      | 57e              |                       |  |              |  |                   |
| 2001 |                 |                      | 6e               |                       |  |              |  |                   |
| 2002 |                 |                      | 69e              |                       |  |              |  |                   |
| 2003 |                 | 19e                  | 33e              | 38e                   |  | 109e         |  |                   |
| 2004 |                 |                      | 12e              | 55e                   |  | 46e          |  |                   |
| 2005 | 91e             |                      |                  | 6e                    |  |              |  | 30e (UPT)         |
| 2006 |                 |                      |                  | 33e                   |  |              |  |                   |
| 2008 | 88e             |                      |                  | 10e                   |  |              |  | 142e (UPT)        |
| 2009 | 27e             |                      |                  |                       |  |              |  | 106e (UWK)        |
| 2010 | 37e             |                      |                  |                       |  |              |  | 102e (UWK)        |
| 2011 | 63e             |                      |                  |                       |  |              |  |                   |
| 2012 |                 |                      |                  |                       |  |              |  |                   |

## Ploeg
| Periode   | Ploeg                            |
| --------- | -------------------------------- |
| 1997-2012 | Cofidis, le Crédit par Téléphone |